# テスタッチ
テスタッチ（Testach ）は1999年に設立された日本の自転車ブランド。
開発と販売を東京サンエスの上司辰治、フレームの製造を東洋フレームの石垣鉄也がそれぞれ担当し、マウンテンバイク、ロードレーサー、シクロクロスなどのフレームを生産している。
製品の一部に使用されている、ニオブを添加したスチールパイプはチューブメーカーと共同開発したオリジナル素材である。